# مدیوبانکا
مدیوبانکا (به ایتالیایی: Mediobanca) بانک سرمایه‌گذاری ایتالیایی است، که توسط رافائل ماتیولی در سال ۱۹۴۶ تأسیس شد.
این بانک در دوره رفٌرم اقتصادی بعد از جنگ جهانی دوم در بازسازی صنایع ایتالیا مشارکت نمود. مدوبانکا امروزه یک گروه بانکی بین‌المللی است، که دفاتر اصلی آن در شهرهای فرانکفورت، لندن، مادرید، مسکو، نیویورک و پاریس مستقر می‌باشند.